# Альфредо Нестор Атанасоф
Альфре́до Не́стор Атанасо́ф (ісп. Alfredo Néstor Atanasof, нар. Ла-Плата, 24 листопада 1949) — аргентинський політик, очолював уряд країни у 2002—2003 роках.